# Alex Kotzky
Alex Kotzky (* 11. September 1923 in New York City; † 26. September 1996 ebenda) war ein US-amerikanischer Comiczeichner.
Nach seiner Schulausbildung studierte Kotzky unter anderem am Pratt Institute und war ab 1940 als Zeichner bei DC Comics für diverse Serien tätig. Später arbeitete er unter anderem auch als Hintergrundzeichner für Will Eisners The Spirit. Nach dem Krieg war er bis zum Beginn der 1950er Jahre für Quality Comics an diversen Serien beteiligt; so zum Beispiel an Plastic Man und Doll Man. Für Ziff Davies zeichnete Kotzky in der ersten Hälfte der 1950er Jahre zu Horror-, Western- und Kriegsthemen und wurde 1954 Freiberufler, der neben Comic-Arbeiten, wie als Ghost-Zeichner für Milton Caniffs Steve Canyon, auch Werbeaufträge bearbeitete. Kotzkys bekanntestes Werk ist der immer noch laufende Comicstrip Apartment 3-G über die Wohngemeinschaft dreier Frauen, den er vom Beginn im Jahr 1961 bis zu seinem Tode zeichnete. Nach dem Tod des Autors Nick Dallis übernahm Kotzky auch dessen Part.